# Jonathan Elmer
Jonathan Elmer (Cedarville, 29 novembre 1745 – 3 settembre 1817) è stato un politico statunitense. Fu membro del 1º Congresso degli Stati Uniti.

## Biografia
Elmer nacque a Cedarville, nel New Jersey, nel 1745. Si laureò nel 1769 all'University of Pennsylvania dopo aver studiato medicina. Praticò l'attività di medico a Bridgeton fino al 1772, quando divenne sceriffo della Contea di Cumberland. Fragile fisicamente, durante la guerra d'indipendenza americana fu ufficiale di milizia, ma non ebbe un ruolo attivo
Elmer fu delegato al Congresso Continentale per ben tre volte: dal 1777 al 1778, dal 1781 al 1783 e dal 1787 al 1788. Nel 1780 e nel 1784 rappresentò la Contea di Cumberland nel Concilio Legislativo del New Jersey. Fece parte del Senato degli Stati Uniti dal 4 marzo 1789 al 3 marzo 1791. Dopo questo importante incarico, lasciò la politica e nel 1817 morì per malattia.
Suo fratello minore Ebenezer Elmer e il figlio di quest'ultimo Lucius Elmer furono membri della Camera dei Rappresentanti.